# Playa del Sotillo
La playa del Sotillo o de Castell de Ferro está situada en la localidad española de Castell de Ferro, municipio de Gualchos, en la provincia de Granada, comunidad autónoma de Andalucía. Tiene algunas defensas artificiales en algunos tramos de la playa.